# Буйнакський район
Буйнакський район - муніципальний район в Дагестані, Росія. Адміністративний центр - місто Буйнакськ (не входить до складу району).

## Географія
Район розташований в центральній частині Дагестана і межує: з Кизилюртовським, Кумторкалинським, Карабудахкентським, Левашинським, Унцукульським, Гумбетівським і Казбеківським районами республіки. Площа території - 1842,09 км².

### Гірські вершини
Гірські вершини району:
- Караультюбе - висота над рівнем моря становить 754 метри.

### Природа
Клімат району - помірно-континентальний з помітним проявом висотної поясності в розподілі кліматичних елементів. Найнижчим місцем району є рівень Чиркейського водосховища, створеного в 1975 році, а найвищою точкою - гора Салатау (2713 м) на однойменному хребті.
Річкову мережу району становлять річка Шура-озень з притоками Атлан-озень, Буглен-озень, Бураган-озень, Апке-озень, а також невеликий відрізок річки Сулак з притоками Аксу і верхнє течія річки Параул-озень. Тваринний світ району різноманітний: в лісах можна зустріти копитних і хутрових звірів: куницю, кабана, зайця, вовка, лисицю. У червні 1994 року в басейні річки Аксу для охорони і відтворення рідкісних і зникаючих видів фауни був створений Мелиштинський заказник.

## Історія
Утворений Постановою Президії ЦВК ДАССР від 6.01.1923 р шляхом перейменування Темір-Хан-Шуринського округу.

## Населення
Населення — 77 327 чоловік.
Національний склад населення району за даними Всеросійського перепису населення 2010 року (без міста Буйнакська):
| Народ                     | Чисельність, чол. | Частка від усього населення,% |
| ------------------------- | ----------------- | ----------------------------- |
| Кумики                    | 44861             | 61,12%                        |
| Аварці                    | 17254             | 23,51%                        |
| Даргинці                  | 9819              | 13,38%                        |
| Росіяни                   | 202               | 0,28%                         |
| Лакці                     | 199               | 0,27%                         |
| Інші                      | 92                | 0,13%                         |
| Не вказали національність | 975               | 1,33%                         |
| Усього                    | 73402             | 100,00%                       |

## Економіка
Економіка району - сільськогосподарська. Вирощуються - кукурудза, квасоля, а також плодові та овочеві культури.